# China White
China White, alter-ego de "Chien Na Wei", é um personagem de história em quadrinhos do Universo DC criado por Andy Diggle e Jock. Ela apareceu pela primeira vez na Green Arrow: Year One (Outubro de 2007).

## Biografia
China White era a líder de um cartel de drogas que dominava o Pacífico Sul. Ela fornecia as importações de heroína para a Costa Oeste dos Estados Unidos, Austrália, Japão e toda a orla do Pacífico. Sua base de operações era uma ilha vulcânica nas Ilhas Fiji. Muitos anos antes, o playboy milionário Oliver Queen encontrou-se manipulado para financiar várias das operações de China White, embora ele não soubesse que estava secretamente investindo em um cartel de drogas. Quando a presença de Ollie ameaçou expor China White, ela ordenou que o capanga mercenário Hackett o matasse. Hackett venceu Oliver, e atirou-o para o lado de seu barco, o Pacific Queen. Ollie sobreviveu, todavia, e conseguiu fazer o seu caminho para a ilha. Ele descobriu os campos de papoulas de China White e soube que ela estava usando moradores locais como trabalhadores escravos para semear os campos. Quando ela descobriu que Hackett não tinha conseguido matar Oliver Queen, ordenou-lhe para terminar o trabalho, ou então ele iria passar seus últimos dias sendo comido lentamente em uma gaiola infestada por ratos.

## Poderes e habilidades
White era uma artista marcial formidável, e há rumores de ser uma grande assassina.

## Outras mídias

### Televisão
- Kelly Hu retrata China White como uma antagonista recorrente na série live-action Arrow.[3] Introduzida em "Honor Thy Father", China White é o líder da Tríade em Starling City. China foi trabalhar com um magnata de exportações chamado Martin Somers (Ty Olsson). Martin lida com exportações e importações de drogas da tríade, e em troca a China mantém Martin rico, bem como protegido. Infelizmente para Martin, Oliver tinha razão para acreditar que Martin podia ter sido um dos conspiradores que orquestraram a tentativa de assassinato contra ele e o assassinato de seu pai. Oliver, em sua persona vigilante, confronta Martin com sua última participação no assassinato do pai de uma jovem, mas Oliver falha ao prendê-lo. Martin contacta China White para tirar o vigilante e lidar com Laurel Lance (Katie Cassidy), que está processando Martin. Oliver dá mais um tiro em Martin, depois de China tentar matar Laurel em seu apartamento. Oliver faz Martin confessar o assassinato e combate China a uma paralisação. A China também fez uma aparição em "Muse of Fire", que introduziu a Caçadora, que teve uma tentativa de encontro entre China e a Tríade com Frank Bertinelli (Jeffrey Nordling) e seu braço direito, Nick Salvati (Tahmoh Penikett). Em "Dodger", White é contratada por Moira Queen para matar Malcolm Merlyn (John Barrowman). Em "Dead to Rights", a China localiza Pistoleiro (Michael Rowe) em um apartamento em Blüdhaven, e pede-lhe um assassinato com a oferta de um novo aparelho ocular. Enquanto no banquete para Malcolm, membros de White e Tríade desligam as luzes e China acaba em conflito com Oliver, que quase a matou. Ela escapa após Oliver ser forçado a sair da luta para salvar Malcolm do Pistoleiro. Ela aparece novamente em "Identity", onde ela e a Tríade roubam drogas do Glades Memorial Hospital para vender na rua. Ela pede Tigre de Bronze (Michael Jai White) para ajudá-la a matar o arqueiro. No final do episódio, ela é capturada por uma das flechas especiais de Oliver e é presa. Foi papel importante na trama da terceira temporada aparecendo praticamente em todos os flashbacks da temporada. Depois de um tempo sumida, ela reaparece em “ Sins of The Father” episódio 14 da quinta temporada, dessa vez ela escapa de Iron Heights junto com a vigilante Cupido e a ex-policial corrupta Liza Warner para se vingar do Arqueiro.